# Vollenhovia oblonga
Vollenhovia oblonga är en myrart som först beskrevs av Smith 1860.  Vollenhovia oblonga ingår i släktet Vollenhovia och familjen myror.

## Underarter
Arten delas in i följande underarter:
- V. o. alluaudi
- V. o. bandarensis
- V. o. dispar
- V. o. laevithorax
- V. o. oblonga
- V. o. pedestris
- V. o. rufescens